# Maggie Peterson
Maggie Peterson Mancuso (10 de enero de 1941 - 15 de mayo de 2022) fue una actriz de televisión estadounidense. Fue conocida por interpretar a Charlene Darling en The Andy Griffith Show. También interpretó al personaje de Doris en el episodio "A Girl for Goober" (1968).

## Biografía
Siendo la más joven de cuatro hijos, nació siendo hija de Arthur y Tressa Hill Peterson. Su padre trabajaba como médico y su madre como ama de casa. Además de The Andy Griffith Show, Peterson también apareció en otros programas de televisión como Love, American Style, Green Acres, Gomer Pyle USMC y The Odd Couple. Apareció en un episodio de Mayberry R.F.D. como Edna, una camarera de café; también apareció en la película de 1986 Return to Mayberry; interpretó a la inocente Rose Ellen en la película de 1969 The Love God?, protagonizada por Don Knotts; y en la película de 1968 Angel in My Pocket.
Consiguió un papel como Susie, la camarera de la cafetería en The Bill Dana Show, otro spin-off de The Danny Thomas Show, que se emitió desde septiembre de 1963 hasta enero de 1965.
Creció en una familia musical. Mientras crecía en Colorado, dijo que sus primeros recuerdos eran sobre música. Ella, su hermano Jim y dos amigos de Jim formaron un pequeño grupo llamado Ja-Da Quartet. Donde iban en la parte trasera de una camioneta cantando a la gente.
En 1954, en una convención de Capitol Records, Dick Linke (mánager de Andy Griffith y Jim Nabors) la escuchó cantar y quedó tan impresionado con ella que la animó a venir a Nueva York. Así que en 1958, tras haberse graduado del instituto, Peterson y el grupo se mudaron a Nueva York. Consiguieron varias actuaciones en The Perry Como Show[cita requerida] y en The Pat Boone Show,[cita requerida] y en 1959 lanzaron su álbum "It's the Most Happy Sound"[cita requerida] Poco después, el grupo se disolvió y volvió a su casa.
Poco después, se unió a otro grupo, The Ernie Mariani Trio (que posteriormente pasó a llamarse Margaret Ann and the Ernie Mariani Trio). El grupo viajó durante varios años y pasó por zonas turísticas como Las Vegas, Lake Tahoe y Reno, donde a menudo se veía a Frank Sinatra y al grupo Rat Pack entre el público mientras Peterson actuaba. Mientras estaba de gira, Maggie fue descubierta por el director de The Andy Griffith Show, Bob Sweeny, y el productor Aaron Ruben.
Para The Andy Griffith Show, se presentó inicialmente para interpretar el papel del interés amoroso del sheriff Andy Taylor, pero el papel fue para Elinor Donahue (Ellie Walker). Poco después, fue seleccionada para el papel de Charlene Darling. La única hija de Briscoe Darling, estaba enamorada del Sheriff Taylor ("Pa, can't I even just look at the pretty man?"). Volvería más tarde a The Andy Griffith Show en su última temporada, en "A Girl For Goober", como Doris, que era el interés de noviazgo del personaje de Ken Berry.
Los Darling, incluidos los cuatro hijos de Briscoe (interpretados por la banda de bluegrass The Dillards), vivían en las montañas y venían a la ciudad en muchas ocasiones. Cuando estaban en la ciudad, disfrutaban tocando música con Andy. Una de las canciones favoritas de Charlene es "Salty Dog". Las canciones que la hacían llorar principalmente eran "Slimy River Bottom", "Boil that Cabbage Down" y "Keep Your Money in Your Shoes and it Won't Get Wet". Ernest T. Bass le echó el ojo a Charlene y creyó que tenía derechos de cortejo porque su matrimonio con Dud Wash había sido celebrado por el sheriff Andy Taylor actuando como juez de paz, no por un predicador. Intentó robársela el día en que iban a casarse de nuevo con un predicador. Amenazando a la reunión con un rifle de alta potencia, huye con la "novia" totalmente velada. Mientras Charlene y Dud son casados apresuradamente por el predicador, Ernest T. descubre que la persona del velo es en realidad Barney Fife. Charlene y Dud tuvieron una hija juntos, Andilina. Intentaron casar a Andilina con Opie, como era costumbre en su familia. Briscoe canceló el compromiso de Opie y Andilina cuando descubrió que había brujería en la familia Taylor.
Según Jim Clark, del The Andy Griffith Show Rerun Watchers Club, las tres canciones en las que Charlene actuó en el programa se pueden encontrar en el álbum Songs That Make Me Cry.
En 1968, mientras cantaba como telonera de Andy Griffith en un casino de Lake Tahoe, conoció al músico de jazz Gus Mancuso, que tocaba el bajo en un acto de salón. Los dos se casaron y han estado juntos desde entonces. La pareja pasó varios años en Los Ángeles, donde Peterson trabajó haciendo anuncios, hasta que decidieron establecerse en Las Vegas, donde Peterson trabajó como buscador de localizaciones para cine y televisión.
En abril de 2008 The Darlings recibió una estrella en el Paseo de la Fama de Missouri, en Marshfield, Misuri. Ella y los miembros de la banda Darlings/Dillards, Dean Webb y Mitch Jayne, estuvieron presentes representando a The Darlings.
En mayo de 2016 y en mayo de 2019, apareció como invitada de honor en el Festival Mayberry In The Midwest en Danville, Indiana.

## Muerte
Según una declaración de un pariente de la familia que la identificó como "Tía Maggie", Peterson murió mientras dormía, estando rodeada de familiares y amigos, el 15 de mayo de 2022, a los 81 años. Su salud había empeorado desde la muerte de su esposo Gus en 2021.